# Olympische Winterspiele 2002/Teilnehmer (Bermuda)
| Gelbes Symbol für Goldmedaillen mit stilisierten Olympischen Ringen | Graues Symbol für Silbermedaillen mit stilisierten Olympischen Ringen | Braundes Symbol für Bronzemedaillen mit stilisierten Olympischen Ringen |
| ------------------------------------------------------------------- | --------------------------------------------------------------------- | ----------------------------------------------------------------------- |
| —                                                                   | —                                                                     | —                                                                       |

Bermuda nahm an den Olympischen Winterspielen 2002 im US-amerikanischen Salt Lake City mit einem Athleten teil.

## Teilnehmer nach Sportarten

### Rennrodeln
- Patrick Singleton
Männer, Einsitzer: 3:07,772 min (→ 37.)